# Puma pumoides
Puma pumoides là một loài báo đã tuyệt chủng được mô tả bởi Alfredo Castellanos vào năm 1956 và chúng thuộc chi Báo sư tử. Puma pumoides đã từng sinh sống tại Argentina trong thế Pliocene.